# Arthur Samuel Allen
Pour les articles homonymes, voir Allen.
Arthur Samuel « Tubby » Allen (10 mars 1894 – 25 janvier 1959) est un officier et comptable de l'armée australienne. Pendant la Seconde Guerre mondiale, il atteint le grade de major général et commande les forces alliées dans les campagnes de Syrie-Liban et de Nouvelle-Guinée.
Allen était fréquemment désigné pendant la Seconde Guerre mondiale par le surnom de « Tubby » ; une indication de sa carrure trapue et de l'affection avec laquelle il était considéré à la fois par les soldats et le public australien.